# Michaela Mathis
Michaela Mathis (* 15. Mai 1989) ist eine österreichische Badmintonspielerin. 

## Karriere
Michaela Mathis wurde von 2007 bis 2009 fünf Mal österreichische Juniorenmeisterin in den Altersklassen U19 und U22. 2009 gewann sie ihre ersten Medaillen bei den Erwachsenen, wobei sie sich sowohl im Doppel als auch im Einzel Bronze erkämpfen konnte. 2010 gewann sie in beiden Disziplinen erneut Bronze.